# Živko Petričić
Živko Petričić (Selje, 1875. − 1939.), hrvatski pravnik i pravaški političar. Bio je članom Starčevićeve stranke prava i hrvatski saborski zastupnik. Obnašao dužnost člana plenuma NV SHS u Zagrebu i člana Središnjeg odbora NV SHS te povjerenika za narodnog gospodarstvo NV SHS i ministar poljoprivrede u Kraljevini SHS.
Nakon što je Vojna krajina vraćena pod nadležnost Hrvatskog sabora i reintegrirana u Hrvatsku, grad je Otočac uskoro održao izbore. Petričić se kandidirao za otočački okrug. Kao zagrebački odvjetnik na izborima u Otočcu 3. svibnja 1906. izabran kao kandidat "čiste stranke prava". Na izborima 1910. povećan je broj izbornika koji je dao otočački izborni okrug. Podijeljeni pravaši odnijeli su tijesnu pobjedu. Zbog toga što nije bilo apsolutnog pobjednika, održan je drugi krug u kojem je relativni pobjednik prvog kruga milinovački pravaš Petričić pobijedio frankovačkog pravaša Milana Pavlovića. Na izborima 15. prosinca 1911. milinovac Petričić je uz potporu Koalicije pobijedio profrankovačkog Milana Ogrizovića. Na izborima 16. prosinca 1913. milinovac Petričić pobijedio je frankovačkog kandidata, odvjetnika iz Otočca Krunoslava Lokmera. Petričić je pobijedio, uz potporu i srpskih glasova, jer su ih naputili da glasuju za nj, premda je Koalicija Srđana Budisavljevića.
Sudionik sastanka svih narodnih zastupnika Stranke prava iz svih državnih i zemaljskih sabora Habsburške Monarhije održanog 12. siječnja 1912. u Zarebu. Iz Kraljevine Hrvatske i Slavonije bili su osobno nazočni Cezar Akačić, Vuk Kiš, Ivan Banjavčić, Ivica Frank, Aleksandar Horvat, Dragutin pl. Hrvoj, Franjo Hrustić, Franjo pl. Kufrin, Stjepan Lesny, Marijan Mihaljković, Fran Milobar, Fran Novak, Ivan Peršić, Gjuro Balaško, Mate Polić, Stjepan pl. Pomper, Vladimir Prebeg, Ivan Ružić, Mile Starčević, Juraj Tomac, Drago Vlahović, Stipe Vučetić, Stjepan Zagorac i Ivan Zatluka, iz Kraljevine Dalmacije Mate Drinković, Ante Dulibić i Ivo Prodan, iz Bosne i Hercegovine Niko Čurić, Kosta Gjebić-Marušić, Milan Katičić, Dominik Mazzi, Nikola Mandić, Petar Mršić, Jozo Sunarić, biskup Ivan Šarić, Josip pl. Vancaš i Juraj Veseličić. Pismeno i brzojavno sastanku su se priključili ovi zastupnici: iz Bosne i Hercegovine Luka Begić, Aleksa Cvietić, Luka Cabrajić, Gjuro Džamonja, Mirko pl. Gjurkovečki, Viktor Jankiević, Marijan Marković, Alojzije Mišić, Oskar pl. Somogy i nadbiskup Josip Stadler, iz Kraljevine Dalmacije Mate Klarić, Petar Matulina, dr Mladinov, prof V. Perić, Ante Sesardić, Nikola Skurić i Petar Šimunić, iz Istre dr Červar, Kirac i Matko Laginja te od izaslanika stranačkih vijeća nazočili su Karlo Bošnjak, Josip Pazman i Mijo Tkalčić iz Kraljevine Hrvatske i Slavonije, Srećko Perišić iz Bosne i Hercegovine i Ivo Krstelj iz Kraljevine Dalmacije. Svi su prihvatili poslati homogijalni pozdrav.
Izabran kao član milinovačkih pravaša na izborima za Hrvatsko-slavonsko-dalmatinski sabor 1913. kao zastupnik izbornog kotara Kloštra.
Živko Petričić u ime SSP-a, tumačio je Svibanjsku deklaraciju iz 1917. kao zahtjev za “uspostavu hrvatske države”, a ne “neke jugoslavenske države...”. 
No, spominje ga se kao dio skupine pravaša koji su ostali gluhi na pozive Ive Franka (sina Josipa Franka (1844. – 1911.)) koji je glasno isticao da unutar Hrvatsko-srpske koalicije prevladava srpski dio te da bi hrvatski dio tog saveza, napose pravaši, morao napustiti to himbeno savezništvo. Nažalost, mnogi od njih preuzeli su vodeće uloge u utiranju puta prema čvrstom vezivanju uz Beograd (primjerice Ante Pavelić zubar, Grga Angjelinović, Mate Drinković, Živko Petričić i dr.).
Bio je članom Narodnog vijeća Slovenaca, Hrvata i Srba koji su prvi pristupili na prvi zbor 5. i 6. listopada 1918. godine kao potpredsjednik Starčevićeve stranke prava.
Kad je 1918. došlo na stol ujedinjenje samostalne Hrvatske sa Srbijom (temeljem odluke Hrvatskog sabora od 29. listopada 1918. kada je Hrvatsku, Slavoniju i Dalmaciju proglasio nezavisnom i samostalnom državom), Stjepan Radić upozoravao je Narodno vijeće Slovenaca, Hrvata i Srba da se zaključak o ujedinjenju mora dobiti i potvrdu hrvatskog sabora, inače, temeljem hrvatskog državnog prava, to ujedinjenje ne će imati pravne valjanosti. I Petričić je bio za sazvati Hrvatski sabor, koji će ratificirati zaključak Narodnog vijeća, rekavši, da iako će to biti samo formalnost, potrebito je da se ta formalnost učini.
Bio je povjerenik u Vladi Narodnog vijeća Države SHS. Glede dobrog poznavanja gospodarske problematike potpredsjednik Narodnog vijeća dr Ante Pavelić zalagao se da povjerenik na čelu odjela za narodno gospodarstvo bude Stjepan Radić, no zbog žestoka otpora Svetozara Pribićevića, povjerenikom je postao Živko Petričić. Bio je pristaša podjele veleposjeda, zbog socijalne pravednosti i gospodarskih razloga, jer je smatrao da će manji posjed biti bolje vođen. Obećavao je promicanje zadrugarstva s naglaskom na vjeresijskog te rješenje zamrznutog seljačkog novca koje je ostalo u središnjici u Pešti. Vjerovao u mogućnosti napredka mljekarstva. Petričić je i kao ostali povjerenici smatrao da će im posao biti dugoročan, jer su vjerovali da će Hrvatska zadržati samostalnost na gospodarskom polju bez obzira u koji i kakav će odnos doći s ostalim narodima u novim državnim udruženjima, no životna ih je stvarnost opovrgnula.
Kad je stvorena prva vlada Stojana Protića 20. prosinca 1918. povjerenici su izgubili svoj status jer su odjeli započeli s likvidacijom poslova. Iz Hrvatske su u vladu ušli Ante Trumbić, zatim Svetozar Pribićević kao ministar unutarnjih poslova (prvak Hrvatsko-srpske koalicije), Živko Petričić (starčevićanski pravaš) kao ministar poljoprivrede, Vitomir Korać (predstavnik Socijal-demokratske stranke Hrvatske i Slavonije) te Fran Poljak kao ministar za agrarnu reformu (član Hrvatsko-srpske koalicije). Petričić je ostavku dao već 14. ožujka 1919. godine.
Odvjetnički je ured imao u Zagrebu na Jelačićevom trgu još 1933. godine.

## Vanjske poveznice
- Narodno vijeće Slovenaca, Hrvata i Srba u Zagrebu 1918-1919., priredili: Marina Štambuk-Škalić i Zlatko Matijević